# Jacques Marquette

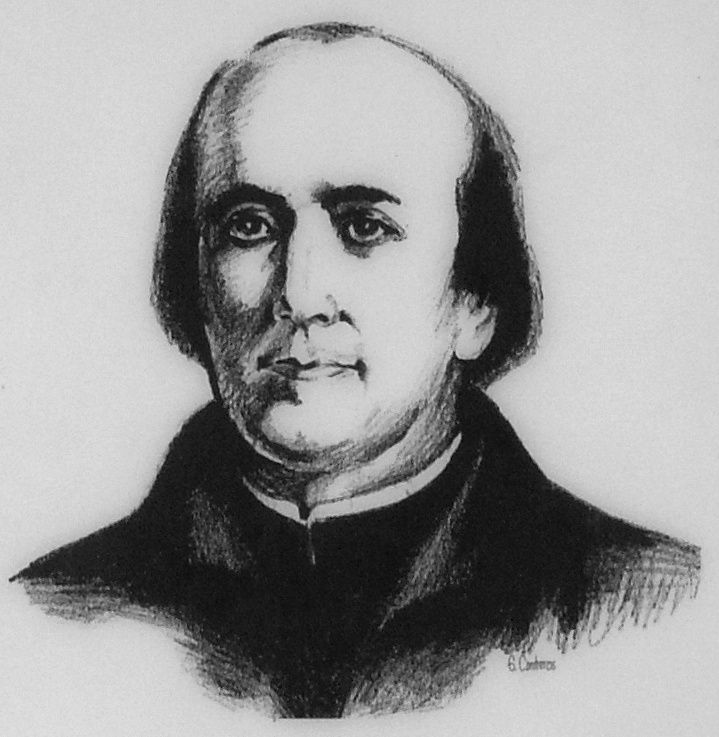
Porträt auf Gedenkstele in St. Ignace

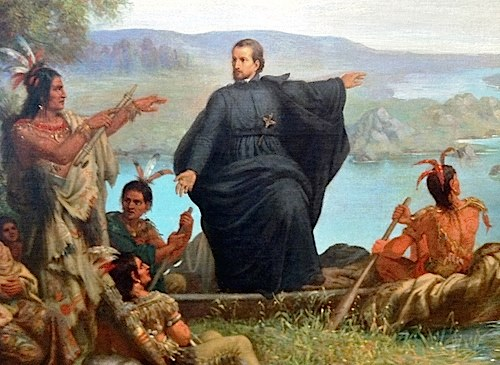
Jacques Marquette predigt den Ureinwohnern

Jacques Marquette (* 10. Juni 1637 in Laon (Frankreich); † 18. Mai 1675 nahe dem heutigen Ludington, Irokesen-Gebiet, heute Michigan, USA; auch als Père Marquette oder Father Marquette bekannt) war ein französischer Jesuit und Entdecker.
Am 20. Mai 1937 ehrte die kanadische Regierung, vertreten durch den für das Historic Sites and Monuments Board of Canada zuständigen Minister, Marquette für sein Wirken und erklärte ihn zu einer „Person von nationaler historischer Bedeutung“.

## Frühe Jahre
Im Alter von 17 Jahren trat er als Novize in den Jesuitenorden ein, wo er Universitätsstudien absolvierte und 1666 der Jesuitenmission in der französischen Kolonie Neufrankreich, später „Kanada“, zugeteilt wurde. Nach seiner Ankunft unternahm er zunächst Reisen in das Landesinnere, um Indianersprachen zu erlernen.
1668 verließ er Québec endgültig, um sich in der Mission Sault Sainte Marie im Gebiet der Ottawa-Indianer niederzulassen und dort Missionsarbeit zu leisten. Da die Mission an einem günstigen Punkt zwischen dem Huronsee und dem Oberen See lag, kamen dorthin viele durchreisende Indianer, die Marquette von einem Fluss namens „Missispi“ erzählten. Im Herbst 1669 gründete Marquette am westlichen Ende des Oberen Sees die Mission „Pointe du Saint-Esprit“, von der aus er die Ottawa-Indianer und die Wyandot erreichen wollte. Hier lernte Marquette auch Indianer des Illinois-Stammes kennen, die mit einem Teil des „Missispi“ vertraut waren. Zur Vorbereitung einer Reise dorthin begann er, ihre Sprache zu lernen. Wahrscheinlich im Sommer 1671 traf Marquette in Sault Sainte-Marie mit dem Pelzhändler Louis Joliet zusammen. Dieser war dort am 4. Juni anwesend, als Simon Daumont de Saint-Lusson offiziell für die französische Krone von den westlichen Territorien Besitz ergriff, während Marquette am selben Ort am 2. Juli zum Priester geweiht wurde. In der Folge betrieben sie die Erforschung des Mississippi River als gemeinsames Vorhaben, das durch einen Krieg unter den Indianern verzögert wurde. Während Joliet nach Québec zurückkehrte, ließ sich Marquette auf der Insel Manitoulin im Lake Huron nieder und gründete dort im Juli 1671 (beim heutigen St. Ignace) die Mission „Saint-Ignace“.

## Erforschung des Mississippi

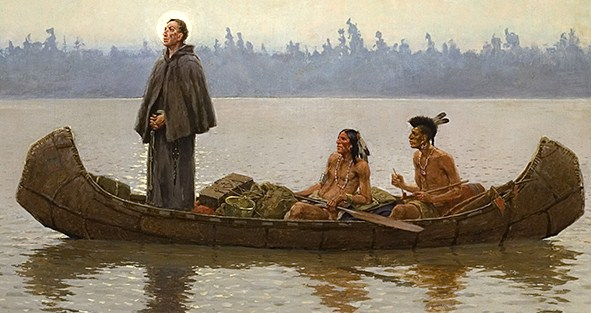
Père Marquette, Gemälde von Henry Farny, 1910

1673 konnten Joliet und Marquette ihr gemeinsames Vorhaben beginnen. Ersterer hatte einen offiziellen Auftrag der Krone erhalten, mit dem Missionar nach den Quellen des Mississippi zu suchen. Am 17. Mai brachen die beiden mit fünf Begleitern und zwei Kanus von Saint-Ignace aus auf. Sie überquerten die Straße von Michillimakinac und berührten dann die heutige Green Bay am westlichen Michigansee. Auf dem Fox River setzten sie ihre Reise nach Westen fort und erreichten am 17. Juni als erste Europäer den Mississippi. Auf der Reise in den Süden entdeckten sie noch den Missouri River und den Ohio River. Sie gewannen die Überzeugung, dass der Fluss in den Pazifik fließen würde, und beschlossen nach einer Reise von 450 km auf dem Mississippi im heutigen Arkansas die Umkehr, um nicht den Spaniern in die Hände zu fallen. Die Rückreise begann Mitte Juli. Für Marquette war die Entdeckung des Mississippi ein wichtiger Schritt, um die Einflussmöglichkeiten der Missionare nach Westen und Süden auszudehnen.

## Späte Jahre

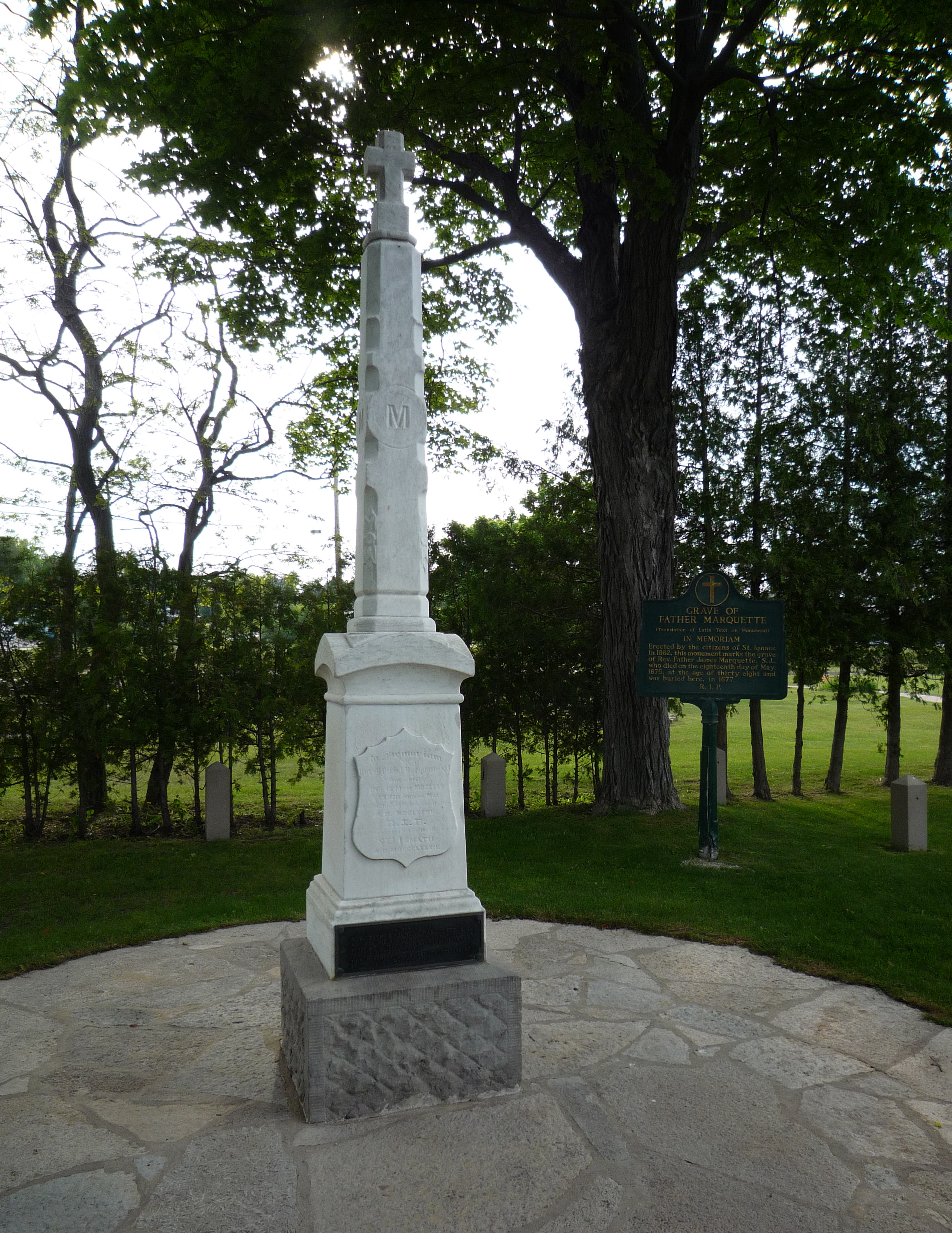
Grab, Saint-Ignace (Michigan)

Im Oktober 1674 verließ er Green Bay, um unter den Illinois-Indianern eine Mission zu gründen. Er überwinterte im Bereich des heutigen Chicago und gründete am 8. April 1675 in einem Indianerdorf die Mission zur „Unbefleckten Empfängnis der Heiligen Jungfrau“. Am 18. Mai starb der von den vorangegangenen Strapazen entkräftete Missionar im Alter von 37 Jahren auf der Reise nach Norden „mitten im Wald“ nahe dem heutigen Ludington (Michigan, USA) an Amöbenruhr. Ein Jahr später wurden seine Gebeine exhumiert und in Saint-Ignace beigesetzt.
Das Father Marquette National Memorial an seiner Grabstätte würdigt sein Leben und Wirken.